# Геобиологија
Геобиологија проучава интеракције између биосфере и геосфере. У питању је релативно младо и интердисциплинарно поље научног истраживања које комбинује сазнања и методе из многих других области као што су: палеобиологија, микробиологија, биохемија, геохемија, седиментологија, минералогија, палеонтологија, генетика, физиологија и атмосферске науке.
Геобиологија не проучава само како живи свијет, у првом реду микроорганизми, утичу на Земљу и обрнуто, већ и историју тих односа. Примјеном различитих биолошких, геолошких и хемијских принципа и метода, геобиолошка истраживања имају за циљ објаснити коеволуцију живота и Земље.
Резултати геобиолошких истраживања су потенцијално веома примјенљиви у области биоремедијације.
Главна субдисциплина је геомикробиологија која се фокусира на односе микроорганизама и минерала, стијена и других компонената геосфере. Примјер таквог односа је процес оксигенације примордијалне Земљине атмосфере од стране фотосинтетичких бактерија. Првобитно настали кисеоник се трошио на оксигенацију гвожђа што се сматра разлогом масовног настанка тракастих гвожђевитих формација. Ове седиментне стијене су скоро без изузетка прекамбријумског поријекла.
Повезана област истраживања је астробиологија која комбинује резултате геобиологије и планетарних наука у циљу детекције трагова живота на другим планетама.

## Историја
Прва употреба термина геобиологија се приписује Лауренсу Бас Бекингу (хол. Lourens Gerhard Marinus Baas Becking), холандском микробиологу и ботаничару. Он је 1934. године објавио књигу Geobiologie: of Inleiding tot de Millieukunde. У уводу пише: „Ова предавања су труд да се опише однос између организама и Земље. Име геобиологија само описује тај однос. Овом новом ријечју немам намјеру да опишем нову дисциплину, већ је то покушај да се са једне тачке гледишта, колико је то могуће, обједине феномени који су већ познати у различитим областима биологије“. Његова размишљања су била под утицајем његових претходника, прије свега његовог учитеља Мартинуса Бајеринка (хол. Martinus Willem Beijerinck), познатог холандског микробиолога и ботаничара. Други утицаји су долазили од Владимира Вернадског (рус. Владимир Иванович Вернадский, укр. Володимир Іванович Вернадський), који се данас сматра једним од утемељивача геохемије, биогеохемије и радиогеологије, чувеног по својој књизи Биосфера (1926) у којој износи хипотезу да је живот геолошка сила која обликује Земљу; и Сергеја Виноградског(укр.Сергій Миколайович Виноградський), чувеног научника заслужног за откриће литотрофичких бактерија, хемосинтезе те описивање различитих геохемијских циклуса или дијелова тих циклуса.
Прва званична лабораторија за геобиологију била је управо Бас Бекингова лабораторија за геобиологију у Аустралији отворена 1965. године. Ипак, било је неопходно око 40 година да геобиологија учврсти свој положај као засебна научна дисциплина. То се и десило понајвише захваљујући огромном напретку у геохемији и генетици који је омогућио научницима да издвоје посебну област у којој ће наука о животу и Земљи бити обједињена.
Данас постоје научни часописи који се баве искључиво темама из ове области. Познатији су Geobiology који је почео да излази 2003. године и Biogeosciences који се објављује од 2004. Многи универзитети широм свијета, у чему предњаче они престижни, нуде студијске програме из геобиологије.

## Геобиолошке прекретнице
Догађај у Земљиној историји од вјероватно највећег значаја за геобиологију је оксигенација примордијалне атмосфере од стране фотосинтетичких бактерија што је познато и као Велика кисеонична катастрофа. Увођење слободног кисеоника у атмосферу и океане је заувијек измијенило површинске биогеохемијске циклусе и ток еволуције живота.
Присуство кисеоника је даље омогућило еволуцију еукариота и појаву вишећеличности.
Поријекло животиња и излазак биљака на копно, те утицај тих промјена на ерозију земљишта и кружење минерала и нутријената су такође питања од великог значаја за геобиологију.
Друге појаве од интереса су и глобалне екстинкције, термити и њихова улога у превртању седимената, микробијални седименти, постанак коралних гребена и депозиција калцијум-карбоната те њихова улога у разбијању таласа, апсорпција силицијума од стране сунђера итд.

## Важни концепти
Кључни задатак већине геобиолошких студија је разумијевање еволуције биолошких процеса и њихових геолошких послиједица. Без обзира на чињеницу да многи аспекти изучавања овог типа интеракција у прошлости и садашњости су и даље нејасни, постоје неки кључни концепти који служе као полазна тачка овим истраживањима.
Коеволуција живота и планете Земље
Кључни концепт у геобиологији је да су биолошка и геолошка еволуција два нераскидива процеса. Схватање једног нам помаже да боље разумијемо други. На примјер, изучавање дистрибуције и функције стеролима сличних молекула (хопаноида) у бактеријским мембранама може помоћи у схватању ефеката проистеклих из повишеног нивоа кисеоника у атмосфери током Велике кисеоничне катастрофе, најзначајнијег момента у геохемијској еволуцији Земље. С друге стране, знања из геохемије о промјенама на Земљи током историје могу утицати на научне интерпретације о еволуцији органела, прије свега о односу између хидрогенозома и митохондрија.
Земља се мијења
Земља није остала иста од свог постанка прије око 4,6 милијарди година. Континенти су се формирали, распадали и сударали. Према изотопским подацима мијењало се и редокс стање атмосфере и океана. Количине неорганских компоненти као што су угљен-диоксид, азот, метан и кисеоник су варирале у складу са еволуцијом различитих типова метаболизама у оквиру којих се те компоненте стварају и еволуцијом организма који су способни те ресурсе да користе. Реверзије Земљиног магнетског поља се дешавају  у интервалима од неколико хиљада до неколико милиона година, са просечним интервалом од око 250 хиљада година. Површинске температуре су у константној флуктуацији. Поред тога, мијењала се и инсолација. Све побројано је на различите начине током Земљине историје представљало препреке еволуцији живота.
Историја Земље је записана у седиментним стијенама
Седиментне стијене чувају остатке  некадашњих облика живота на Земљи у форми фосила, биомаркера, изотопа и других трагова. Класичан примјер седимената који су од значаја за геобиологију су строматолити и гвожђевите тракасте формације. Улога живог свијета у настанку и једних и других је врло актуелно научно питање.
Метаболички диверзитет утиче на околину
Различити типови метаболизма заступљени у живом свијету су директно повезани са глобалним кружењем елемената и једињења на Земљи. Геохемијско окружење омогућава живот на Земљи, а с друге стране организми продукују различите молекуле који се враћају у спољну средину. Поред тога, биохемијске реакције су каталисане ензимима који понекад преферирају један изотоп више од других. Примјер је кисеонична фотосинтеза каталисана Рубиско ензимом који веже угљеник-12 прије него угљеник-13 што резултује изотопском фракцијацијом у слојевима седиментних стијена.
Гени одређују метаболизам
Примјеном метода молекуларне биологије на лабораторијским културама микроорганизама лако се утврђује функција појединих гена. Поред тога, геобиолози се врло често служе подацима метагеномике и метатранскриптомике да открију који гени су одговорни за процесе важне и релевантне у датом екосистему и биогеохемијским циклусима у том окружењу.
Филогенија је увид у еволуциону историју
Филогенија се бави изучавањем развоја живих бића кроз историју. Данас то значи поређење ДНК секвенци различитих организама ради утврђивања степена сродности и еволуционих односа. Свака разлика у ДНК секвенци указује на дивергенцију између једне и друге врсте. Та дивергенција, вођена или дрифтом или природном селекцијом, је показатељ неког протока времена. Уколико уз молекуларне постоје и палеонтолошки подаци као што су фосили, онда научници имају конкретан временски запис еволуције. На темељу тих сазнања, може се даље промишљати зашто се нека еволуциона промјена десила у одређеној средини у одређеном периоду времена.

## Субдисциплине и повезане области
Схватање о томе шта све спада у домен истраживања геобиологије веома варира у научној заједници. Неки је поистовјећују са геомикробиологијом, док други овом граном науке обухватају и многе дисциплине којима се поље истраживања свакако преклапа са геобиологијом али се традиционално нису сматрале њеном субдисциплином (нпр. палеонтологија). У сваком случају, геобиологија је прави примјер интердисциплинарног научног приступа.

### Астробиологија
Астробиологија, некад позната и као егзобиологија, је још једно  интердисциплинарно поље научног истраживања које комбинује резултате геобиологије и планетарних наука у циљу детекције трагова живота на другим планетама. За астробиологију су од значаја геобиолошка истраживања екстремних станишта на Земљи, као потенцијалних аналога условима на раној Земљи. Разумијевање геохемије и геобиологије ових станишта може послужити за идентификацију сличних процеса на другим планетама.

### Биогеохемија
Биогеохемија прије свега проучава биогеохемијске циклусе. Један од утемељивача ове научне дисциплине је Џејмс Лавлок (енгл. James Lovelock) чија је и Геја хипотеза према којој Земља има одлике живог бића и према којој биолошки, хемијски и геолошки системи на Земљи заједно интерагују у циљу стабилизације услова од којих зависи живот на Земљи.

### Метагеномика
Метагеномика или проучавање метагенома је геномика заједнице или геномика еколошке нише. Представља секвенцирање и анализу ДНК микроорганизама из узорка из околине без њиховог култивисања у лабораторији.

### Органска геохемија
Савремени свијет се не може замислити без класичних енергената као што су нафта, угаљ и гас. Органска геохемија проучава ове енергенте али и органску компоненту Земљине коре која је претеча ових енергенета. У оквиру ових истраживања се испитују промјене органске супстанце при настанку лежишта битуминозних шкриљаца и угљева, изучавају се седиментациони процеси и средина у којој се одвијају као и интеракције органске и неорганске супстанце те процеси трансформације органских једињења у току миграције кроз различите средине. Практична примјена лежи у могућем прогнозирању лежишта нафте, угља и природног гаса те прогноза састава и квалитета. Неријетко су предмет истраживања и молекуларни фосили који су често липидни биомаркери. Молекули као што су стероли и хопаноиди, мембрански липиди еукариота и бактерија, могу бити сачувани у стијенама милијардама година. У процесу дијагенезе они постају фосилизовани липиди који се називају стерани и хопани. Постоје и други типови молекуларних фосила као што су порфирини. Откриће порфирина у петролеју од стране Алфреда Трајбса (њем. Alfred E. Treibs) заправо се узима за почетак развоја органске геохемије.

### Палеонтологија
У геобиологији, фокус је на микропалеонтологији.